# Леви, Ицхак
Ицхак Леви (ивр. יצחק לוי‎; род. 6 июня 1947, Касабланка, Марокко) — государственный деятель Израиля. Занимал посты министра энергетики и инфраструктуры, министра транспорта, министра образования и культуры, министра по делам религий, министра строительства и министра туризма Израиля. С 1985 по 1987 год — председатель политической партии МАФДАЛ.

## Биография
Ицхак Леви родился в 1947 году в Касабланке (Марокко), через десять лет репатриировался в Израиль с родителями. Учился в иешивах «Нетив Меир» в Иерусалиме и «Керем» в городе Явне, затем в иешиве «Ха-Котель» в Иерусалиме, став одним из её основателей. По окончании иешивы официально стал раввином. Во время службы в бронетанковых частях АОИ участвовал в Шестидневной войне, Войне на истощение и войне Судного дня, выйдя в отставку в звании майора (рав-серен).
С молодости вёл общественную деятельность в рамках организаций «Бней-Акива» (где входил в национальное правление, был секретарём международного движения «Бней-Акива» и возглавлял иешиву движения в мошаве Кфар-Маймон в Негеве) и «Гуш Эмуним». Входил в число основателей поселения Элон-Море. С 1985 по 1987 год Леви занимал пост генерального секретаря Национально-религиозной партии Израиля (МАФДАЛ), которую его отец, Даниэль-Ицхак Леви, представлял в кнессете 6-го и 7-го созывов.
Сам Ицхак Леви, впервые став депутатом в 1988 году, оставался в кнессете до 1999 года (12—15-й созывы) и с 2003 по 2009 год (16-й и 17-й созывы). В кнессете 12-го созыва возглавлял комиссию по этике и специальную комиссию по вопросу насилия над детьми в семье, входил в финансовую и законодательную комиссию (членом последней также был в последующих созывах кнессета). Был автором законодательных инициатив в социальной сфере, возглавял парламентское лобби по охране детства.
В июне 1996 года впервые занял министерский пост в кабинете Биньямина Нетаньяху, на короткое время возглавив министерство энергетики и инфраструктуры. С этого же месяца до февраля 1998 года Леви был министром транспорта Израиля. В феврале 1998 года, став председателем партии МАФДАЛ после смерти Звулуна Хаммера, Леви занял посты министра образования и министра по делам религий.
После выборов 1999 года партия МАФДАЛ во главе с Леви стала членом правящей коалиции Эхуда Барака. Получив в новом правительстве портфель министра строительства, Леви освободил место в кнессете для следующего кандидата в партийном списке МАФДАЛа (которым стал Нахум Лангенталь). Но уже в 2000 году МАФДАЛ покинул коалицию в связи с разногласиями по внешнеполитическим вопросам.

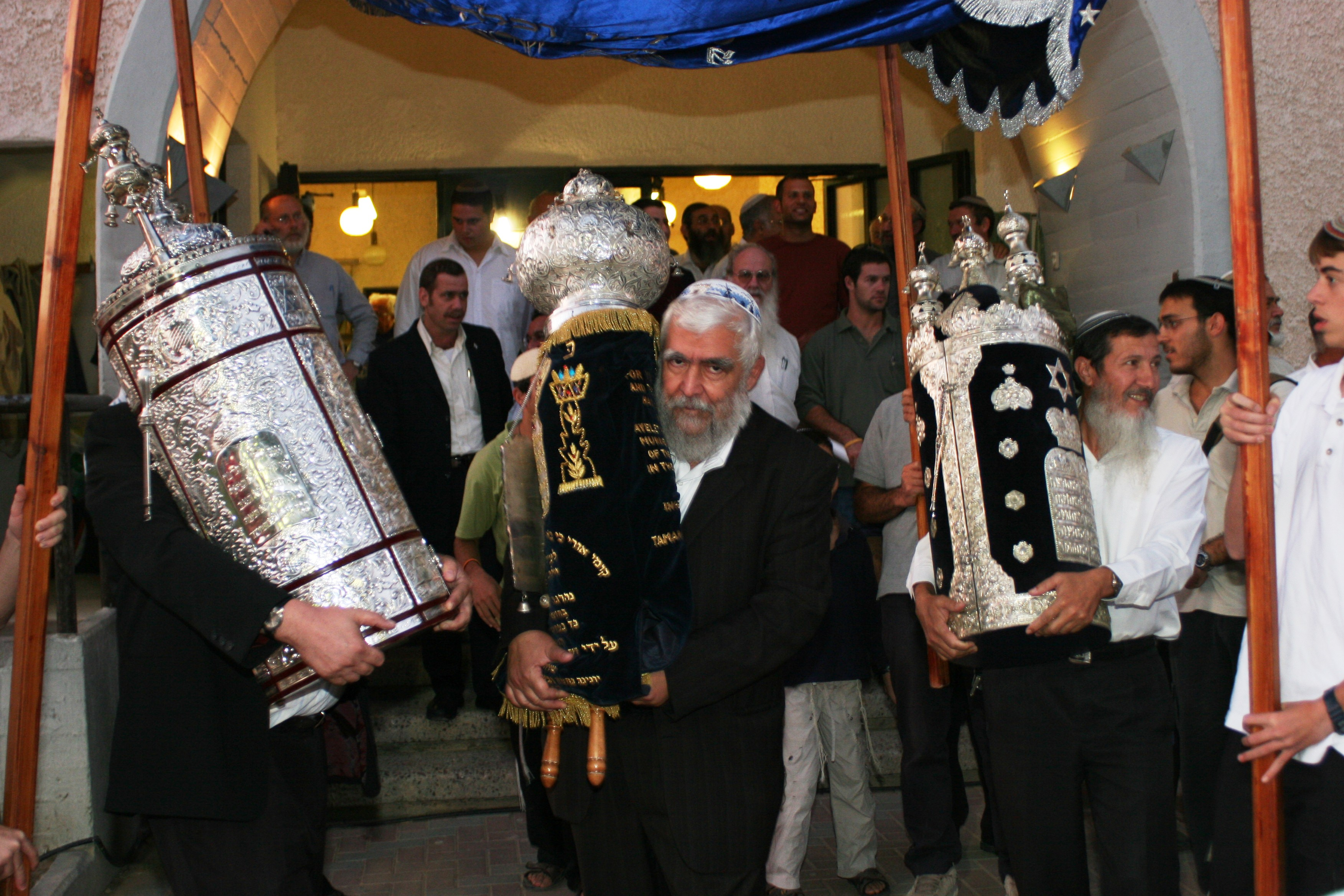
Ицхак Леви на церемонии внесения свитков Торы в синагогу памяти Айелет Ха-Шахар Леви в мошаве Бейт-Маймон, 2006 год

В ноябре 2000 года, вскоре после начала интифады Аль-Аксы, в теракте на рынке «Махане Иегуда» в Иерусалиме погибла дочь Ицхака Леви, 28-летняя Айелет Ха-Шахар. МАФДАЛ присоединился к правящей коалиции Ариэля Шарона в апреле 2002 года, на фоне нового обострения отношений с ПНА. Леви, освободивший пост председателя партии в пользу Эфи Эйтама, стал министром без портфеля, а в сентябре возглавил министерство туризма. После выборов 2003 года Леви получил пост заместителя министра по делам религий, но это министерство вскоре было распущено, и Леви стал заместителем министра при администрации премьер-министра, сохранив под своим контролем большую часть функций, ранее осуществлявшихся министерством по делам религий.
В 2004 году в связи с выдвинутым премьер-министром Ариэлем Шароном планом одностороннего размежевания в МАФДАЛе произошёл идеологический раскол. В то время как большая часть партии поддержала дальнейшее участие в правящей коалиции, Леви и Эйтам вышли из неё и в феврале 2005 года сформировали в кнессете отдельную фракцию «Обновленное национально-религиозное движение», присоединившуюся к правому блоку «Ихуд леуми». Леви успешно был избран в кнессет 17-го созыва от этого блока в 2006 году, но в декабре 2008 года заявил об уходе из политики.
Ицхак Леви женат, отец пятерых детей, проживает в религиозном мошаве Бейт-Маймон. После ухода из кнессета участвует в работе некоммерческих общественных и образовательных организаций.